# دولة إنكا الحديثة
كانت دولة إنكا الحديثة، والمعروفة أيضًا باسم دولة إنكا الحديثة في فيلكابامبا، دولةً للإنكا أسسها مانكو إنكا يوبانكي (نجل إمبراطور الإنكا واينا كاباك) في عام 1537 في فيلكابامبا. إنها تُعتبر بقايا دولة من إمبراطورية الإنكا (1438–1533)، التي انهارت بعد الفتح الإسباني في منتصف القرن السادس عشر. استمرت دولة إنكا الحديثة حتى عام 1572، عندما تم غزو آخر معقل للإنكا والقبض على آخر حاكم، توباك أمارو (ابن مانكو)، ثم إعدامه، مما أدى إلى إنهاء السلطة السياسية لدولة الإنكا.

## التاريخ

### تراجع الإنكا إلى فيلكابامبا
كانت منطقة فيلكابامبا جزءً من إمبراطورية الإنكا منذ عهد باتشاكوتي (1438–1471). وأثناء الفتح الأسباني لبيرو، كان توباك هوالبا حاكم دمية تم تتويجه على يد الفاتح فرانثيسكو بيثارو. وبعد وفاته، انضم مانكو إنكا يوبانكي إلى فرانسيسكو بيزارو ودييغو دي ألماغرو في كاخاماركا. عندما وصلت قوة بيزارو إلى كوسكو، كان لديه قبائل تعترف بمانكو على أنه الإنكا الخاص بهم. انضم مانكو إنكا إلى ألماغرو وإرناندو دي سوتو سعيًا وراء كويزكويز.
عندما غادر بيثارو كوسكو مع ألماغرو ومانكو إنكا، متوجهًا إلى جاويا سعيًا وراء كويزكويز، ترك فرانسيسكو شقيقاه الأصغر سنًا غونثالو بيثارو وخوان بيثارو في ريخيدور، وحامية من تسعين رجلًا في المدينة. أساء الأخوان بيثارو معاملة مانكو إنكا لدرجة أنه حاول في النهاية الفرار عام 1535 لكنه فشل، حيث تم القبض عليه وسجنه. لقد أطلقه هيرناندو بيثارو لاستعادة تمثال ذهبي لوالده هوايانا كاباك. وعندما كان برفقة اثنين من الإسبان، هرب بسهولة مرة ثانية. جمع مانكو بعد ذلك جيشًا مكونًا من 100 ألف من محاربي الإنكا، وفرض حصارًا على كوسكو في أوائل عام 1536، مستفيدًا من غياب دييغو دي ألماغرو. وبعد عشرة أشهر (انظر حصار كوسكو)، تراجع مانكو إلى قلعة أولانتايتامبو القريبة في عام 1537. وهنا صد مانكو هجمات الإسبان في معركة أولانتايتامبو.
قام مانكو بتنسيق حصاره على كوسكو مع حصار آخر على ليما، بقيادة أحد قباطنته، كيسو يوبانكي. تمكن الإنكيين من هزيمة أربع حملات إغاثة أرسلها فرانسيسكو بيثارو من ليما. لقد أدى ذلك إلى مقتل ما يقرب من 500 جندي إسباني. تم القبض على بعض الإسبان وإرسالهم إلى أولانتايتامبو. ومع ذلك، ومع تعزيز موقف الإسبان بتعزيزات ألماغرو، قرر مانكو إنكا الانسحاب إلى الغرب بعدما أدرك أن أولانتايتامبو كانت قريبةً جدًا من كوسكو بحيث لا يمكن الحفاظ عليها. وإثر التخلي عن أولانتايتامبو (والتخلي بشكل فعال عن مرتفعات الإمبراطورية)، تراجع مانكو إنكا إلى فيتكوس وأخيراً إلى غابات فيلكابامبا النائية.:131

### العلاقات مع إسبانيا
في فيلكابامبا، تم إنشاء الدولة المعروفة باسم دولة إنكا الحديثة من قبل مانكو، وأصبحت فيلكابامبا عاصمة الدولة حتى وفاة توباك أمارو في عام 1572. ومن هناك، واصل هجماته ضد هوانكا (أحد أهم حلفاء الإسبان)، حيث حقق بعض النجاح بعد معارك شرسة، وإلى المرتفعات في بوليفيا الحالية، حيث هُزم جيشه بعد عدة معارك. بعد العديد من معارك حرب العصابات في المناطق الجبلية في فيلكابامبا، قُتل مانكو في عام 1544 على يد أنصار دييجو دي ألماغرو الذين اغتالوا سابقًا فرانسيسكو بيثارو والذين كانوا مختبئين تحت حماية مانكو. لقد قُتلوا جميعًا على أيدي جنود مانكو.

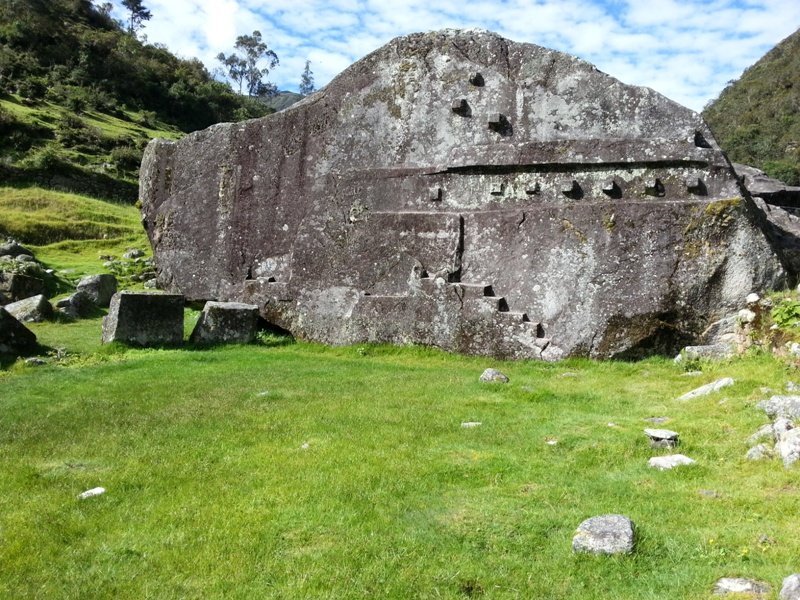
ضريح يوراك الرومي، الذي أحرقه الكهنة الإسبان في عام 1570

خلف مانكو نجله سايري توباك. لقد كان عمره خمس سنوات في ذلك الوقت. لقد أصبح إنكا في فيلكابامبا، وقد حكم لمدة عشر سنوات بمساعدة الأوصياء على العرش. كان هذا وقت سلام مع الأسبان. عرض نائب الملك بيدرو دي لا جاسكا تزويد سايري توباك بالأراضي والمنازل في كوزكو إذا خرج من فيلكابامبا المعزولة. وافق سايري توباك، لكن خلال الاستعدادات توفي قريبه باولو إنكا فجأة. اعتُبر هذا بمثابة فأل سيء (أو علامة على الخيانة الإسبانية)، وبقي سايري توباك في فيلكابامبا. في عام 1557 وافق سايري توباك على مغادرة فيلكابامبا وسافر إلى فايسروي هورتادو في ليما. تخلى سايري توباك عن مطالبته بإمبراطورية الإنكا وقبل المعمودية باسم دييغو. في المقابل نال عفوًا كاملًا، بلقب أمير يوكاي، وممتلكات كبيرة ذات عائدات غنية. أصبح مقيمًا في يوكاي، وهي رحلة ليوم واحد شمال شرق كوزكو. وبشكل ملحوظ، فقد ترك وراءه الهامش الأحمر الملكي، رمز سلطته.
لقد توفي فجأة في عام 1561، وسيطر أخوه غير الشقيق تيتو كوسي يوبانكي على فيلكابامبا وكذلك على مقاومة الإنكا للإسبان. خلال فترة حكمه في فيلكابامبا، أراد الحاكم العام المؤقت لوب غارسيا دي كاسترو التفاوض معه. كانت المفاوضات حول مغادرة كوسي لفيلكابامبا وقبول معاش التاج. بعد تصاعد المفاوضات، حوالي عام 1568، عُمِّد تيتي كوسي إلى الكنيسة الرومانية الكاثوليكية، باسم دييغو دي كاسترو.
أصبح توباك أمارو حاكم الإنكا بعد وفاة تيتو كوسي المفاجئة في عام 1571. وفي هذا الوقت، كان الإسبان لا يزالون غير مدركين لوفاة سابا إنكا السابق (تيتو كوسي) وكانوا يرسلون بشكل روتيني سفيرين لمواصلة المفاوضات الجارية مع تيتو كوسي. قُتل أحد السفراء على الحدود من قبل قبطان الإنكا. وباستخدام التبرير القائل بأن الإنكا قد «انتهكوا القانون غير المنتهك الذي تتبعه جميع دول العالم فيما يتعلق بالسفراء»، فقد قرر نائب الملك الجديد، فرنسيسكو دي توليدو، كونت أوروبيسا، مهاجمة وغزو فيلكابامبا. لقد أعلن الحرب على دولة إنكا الحديثة في 14 أبريل 1572.

### الغزو النهائي

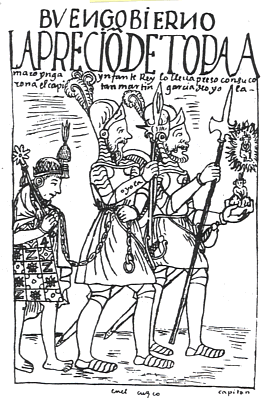
توباك أمارو بعد القبض عليه من قبل الأسبان

في غضون أسبوعين بعد إعلان الحرب، استولت مجموعة صغيرة من الجنود الإسبان على جسر رئيسي على حدود دولة إنكا الحديثة، حيث جمع توليدو جيشه. وفي 1 يونيو، بدأت الاشتباكات الأولى للحرب في وادي فيلكابامبا. هاجم شعب الإنكا أولًا بمعنويات عالية رغم تسليحه الخفيف. ومرارًا وتكرارًا، حاولوا رفع الحصار الذي فرضه الأسبان وحلفاؤهم الأصليون، لكن في كل مرة أجبروا على التراجع. وفي 23 يونيو استسلم حصن هواينا بوكارا لنيران المدفعية الإسبانية. اختار جيش الإنكا التراجع الآن عن مدينتهم الأخيرة والتوجه إلى الغابة لإعادة تجميع صفوفهم. وفي 24 يونيو، دخل الإسبان فيلكابامبا ليجدوها مهجورة وليكتشفوا اختفاء سابا إنكا. تم تدمير المدينة بالكامل، ولم تعد دولة إنكا الحديثة قائمة. تم القبض على توباك أمارو في وقت لاحق وأعدم من قبل الإسبان.

## اعتماد الحرب الاسبانية
استغرق الأمر من الإنكا ما يقرب من عقدين لسد الفجوة التكنولوجية مع الإسبان. لقد حازوا الأسلحة الإسبانية الحديثة، بما في ذلك القربينة والمدفعية والقوس والنشاب عندما هزمهم الملك مانكو إنكا في معركة بيلكوسوني في وقت مبكر من 1537. وفي 1538 تم تسجيل أن مانكو إنكا كان ماهرًا بما يكفي لركوب حصان في المعركة. وفي أوائل الأربعينيات من القرن السادس عشر، كان العديد من اللاجئين الإسبان يعلّمون محاربي الإنكا كيفية استخدام الأسلحة الإسبانية. وبحلول ستينات القرن السادس عشر، تم تسجيل أن العديد من الإنكانيين قد طوروا مهارة كبيرة في استخدام القربينات وركوب الخيل.